# マーシャル・フォン・エリック
マーシャル・フォン・エリック（Marshall Von Erich、本名：Kevin Marshall Adkisson、1992年11月10日 - ）は、アメリカ合衆国の男性プロレスラー。テキサス州マーシャル出身。AEW所属。
祖父は往年のレスラーとして日本でも活躍したフリッツ・フォン・エリック、父は同じくケビン・フォン・エリック、兄には同日にレスラーデビューしたロス・フォン・エリック、さらに叔父たちもプロレスラーというプロレス名門家の出である（詳細はフォン・エリック・ファミリーを参照）。

## 来歴
レスリング、円盤投、アメリカンフットボール、サッカーなどの各種スポーツ経験があり、特に円盤投げでは、ハワイ州インターハイチャンピオンという実績を持つ。
2011年10月18日から22日にかけてアメリカ・ミズーリ州エルドンにおいて行なわれたWLWとノアの合同レスリングキャンプに兄のロス・フォン・エリックとともに参加。キャンプの監督者にはWLW代表のハーリー・レイスや父ケビン・フォン・エリックのほか、リッキー・スティムボート、ウィリアム・リーガル、当時のノアGMの仲田龍などがいた。そして兄弟共にトライアウトに合格。父・ケビンの強い勧めもあり、祖父・父・叔父が活躍した日本行きを決意。ノアへの入団が決定した。
2012年1月14日、兄のロスとともにノアへ入団。日本でも知名度の高いフリッツ・フォン・エリックの孫ということもあり、兄弟と父がそろっての入団会見が汐留日テレタワー1階大屋根広場にて開かれ、その模様は日本テレビG+が生放送した。
その後、ノア合宿所でのトレーニングを経て、2012年4月20日、カンザス州セダンにおけるWLWの興行にて、当時のWLW世界ヘビー級王者ジェイソン・ジョーンズとその前の同王者ブライアン・ブレイカーを相手に、ロスとの兄弟コンビによるタッグマッチでデビュー（試合は15分44秒、マーシャルがジョーンズのエビ固めに敗れた）。
以降もWLWで試合を積み、6月22日にはミズーリ州スプリングフィールドにて、ロスとのコンビでジェフ・ストロングとジャック・ギャンブルの "ストロング&レックレス" が保持するWLW世界タッグ王座へ挑戦。14分10秒、ギャンブルの横入り式エビ固めにマーシャルが敗れ、タイトル奪取には至らなかった。
1か月後の7月22日、両国国技館での "GREAT VOYAGE 2012 in RYOGOKU" にて、ロスとのタッグでの日本国内デビュー戦が行われるも、シェイン・ヘイスト&マイキー・ニコルスに敗退した。
なお、エリック兄弟のデビューは、2005年12月24日のマイバッハ谷口以来、6年4ヶ月ぶりとなるノアにおける新人レスラーのデビューとなった。
2019年、兄ロスとともにMLWと複数年契約した。

## 得意技
アイアンクロー
アイアン・クロー・スラム
その場跳びムーンサルト
エルボー
エルボー・スタンプ
バックエルボー
バックハンド・チョップ
ドロップキック
クローズライン
スープレックス
スーパープレックス
DDT
ジャーマンスープレックス
バックドロップ

## タイトル歴
ROH
- ROH世界6人タッグ王座（第18代）（w / ロス・フォン・エリック&ダスティン・ローデス）

## フォン・エリック・ファミリー
|                                                   |                                                   |                                                   |                                                   |                                                   |                                                   |                        |                        |                          |                          |                          |                          |                              |                              |                              |                              |                              |                              | フリッツ・フォン・エリック |                            |                            |                            |  |  |                            |                            |                            |                            |                            |                            |  |  |                          |                          |                          |                          |                          |                          |  |  |                          |                          |                          |                          |                          |                          |  |  |  |  |  |  |  |  |  |  |  |  |  |  |  |  |  |  |  |  |  |  |  |  |  |  |  |  |  |  |  |  |  |  |  |  |
|                                                   |                                                   |                                                   |                                                   |                                                   |                                                   |                        |                        |                          |                          |                          |                          |                              |                              |                              |                              |                              |                              |                            |                            |                            |                            |  |  |                            |                            |                            |                            |                            |                            |  |  |                          |                          |                          |                          |                          |                          |  |  |                          |                          |                          |                          |                          |                          |  |  |  |  |  |  |  |  |  |  |  |  |  |  |  |  |  |  |  |  |  |  |  |  |  |  |  |  |  |  |  |  |  |  |  |  |
|                                                   |                                                   |                                                   |                                                   |                                                   |                                                   |                        |                        |                          |                          |                          |                          |                              |                              |                              |                              |                              |                              |                            |                            |                            |                            |  |  |                            |                            |                            |                            |                            |                            |  |  |                          |                          |                          |                          |                          |                          |  |  |                          |                          |                          |                          |                          |                          |  |  |  |  |  |  |  |  |  |  |  |  |  |  |  |  |  |  |  |  |  |  |  |  |  |  |  |  |  |  |  |  |  |  |  |  |
| ジャック・アドキッソン・ジュニア （幼少期に死去） | ジャック・アドキッソン・ジュニア （幼少期に死去） | ジャック・アドキッソン・ジュニア （幼少期に死去） | ジャック・アドキッソン・ジュニア （幼少期に死去） | ジャック・アドキッソン・ジュニア （幼少期に死去） | ジャック・アドキッソン・ジュニア （幼少期に死去） |                        |                        | ケビン・フォン・エリック | ケビン・フォン・エリック | ケビン・フォン・エリック | ケビン・フォン・エリック | ケビン・フォン・エリック     | ケビン・フォン・エリック     |                              |                              | デビッド・フォン・エリック   | デビッド・フォン・エリック   | デビッド・フォン・エリック | デビッド・フォン・エリック | デビッド・フォン・エリック | デビッド・フォン・エリック |  |  | ケリー・フォン・エリック   | ケリー・フォン・エリック   | ケリー・フォン・エリック   | ケリー・フォン・エリック   | ケリー・フォン・エリック   | ケリー・フォン・エリック   |  |  | マイク・フォン・エリック | マイク・フォン・エリック | マイク・フォン・エリック | マイク・フォン・エリック | マイク・フォン・エリック | マイク・フォン・エリック |  |  | クリス・フォン・エリック | クリス・フォン・エリック | クリス・フォン・エリック | クリス・フォン・エリック | クリス・フォン・エリック | クリス・フォン・エリック |  |  |  |  |  |  |  |  |  |  |  |  |  |  |  |  |  |  |  |  |  |  |  |  |  |  |  |  |  |  |  |  |  |  |  |  |
| ジャック・アドキッソン・ジュニア （幼少期に死去） | ジャック・アドキッソン・ジュニア （幼少期に死去） | ジャック・アドキッソン・ジュニア （幼少期に死去） | ジャック・アドキッソン・ジュニア （幼少期に死去） | ジャック・アドキッソン・ジュニア （幼少期に死去） | ジャック・アドキッソン・ジュニア （幼少期に死去） |                        |                        | ケビン・フォン・エリック | ケビン・フォン・エリック | ケビン・フォン・エリック | ケビン・フォン・エリック | ケビン・フォン・エリック     | ケビン・フォン・エリック     |                              |                              | デビッド・フォン・エリック   | デビッド・フォン・エリック   | デビッド・フォン・エリック | デビッド・フォン・エリック | デビッド・フォン・エリック | デビッド・フォン・エリック |  |  | ケリー・フォン・エリック   | ケリー・フォン・エリック   | ケリー・フォン・エリック   | ケリー・フォン・エリック   | ケリー・フォン・エリック   | ケリー・フォン・エリック   |  |  | マイク・フォン・エリック | マイク・フォン・エリック | マイク・フォン・エリック | マイク・フォン・エリック | マイク・フォン・エリック | マイク・フォン・エリック |  |  | クリス・フォン・エリック | クリス・フォン・エリック | クリス・フォン・エリック | クリス・フォン・エリック | クリス・フォン・エリック | クリス・フォン・エリック |  |  |  |  |  |  |  |  |  |  |  |  |  |  |  |  |  |  |  |  |  |  |  |  |  |  |  |  |  |  |  |  |  |  |  |  |
|                                                   |                                                   |                                                   |                                                   |                                                   |                                                   |                        |                        |                          |                          |                          |                          |                              |                              |                              |                              |                              |                              |                            |                            |                            |                            |  |  |                            |                            |                            |                            |                            |                            |  |  |                          |                          |                          |                          |                          |                          |  |  |                          |                          |                          |                          |                          |                          |  |  |  |  |  |  |  |  |  |  |  |  |  |  |  |  |  |  |  |  |  |  |  |  |  |  |  |  |  |  |  |  |  |  |  |  |
|                                                   |                                                   |                                                   |                                                   | ロス・フォン・エリック                            | ロス・フォン・エリック                            | ロス・フォン・エリック | ロス・フォン・エリック | ロス・フォン・エリック   | ロス・フォン・エリック   |                          |                          | マーシャル・フォン・エリック | マーシャル・フォン・エリック | マーシャル・フォン・エリック | マーシャル・フォン・エリック | マーシャル・フォン・エリック | マーシャル・フォン・エリック |                            |                            |                            |                            |  |  | レイシー・フォン・エリック | レイシー・フォン・エリック | レイシー・フォン・エリック | レイシー・フォン・エリック | レイシー・フォン・エリック | レイシー・フォン・エリック |  |  |                          |                          |                          |                          |                          |                          |  |  |                          |                          |                          |                          |                          |                          |  |  |  |  |  |  |  |  |  |  |  |  |  |  |  |  |  |  |  |  |  |  |  |  |  |  |  |  |  |  |  |  |  |  |  |  |